# Roodsterspitssnavel
De roodsterspitssnavel (Conirostrum tamarugense) is een zangvogel uit de familie Thraupidae (tangaren).

## Verspreiding en leefgebied
Deze soort komt voor van zuidwestelijk Peru (Arequipa en Tacna) tot noordelijk Chili (Tarapacá).